# Audley End House

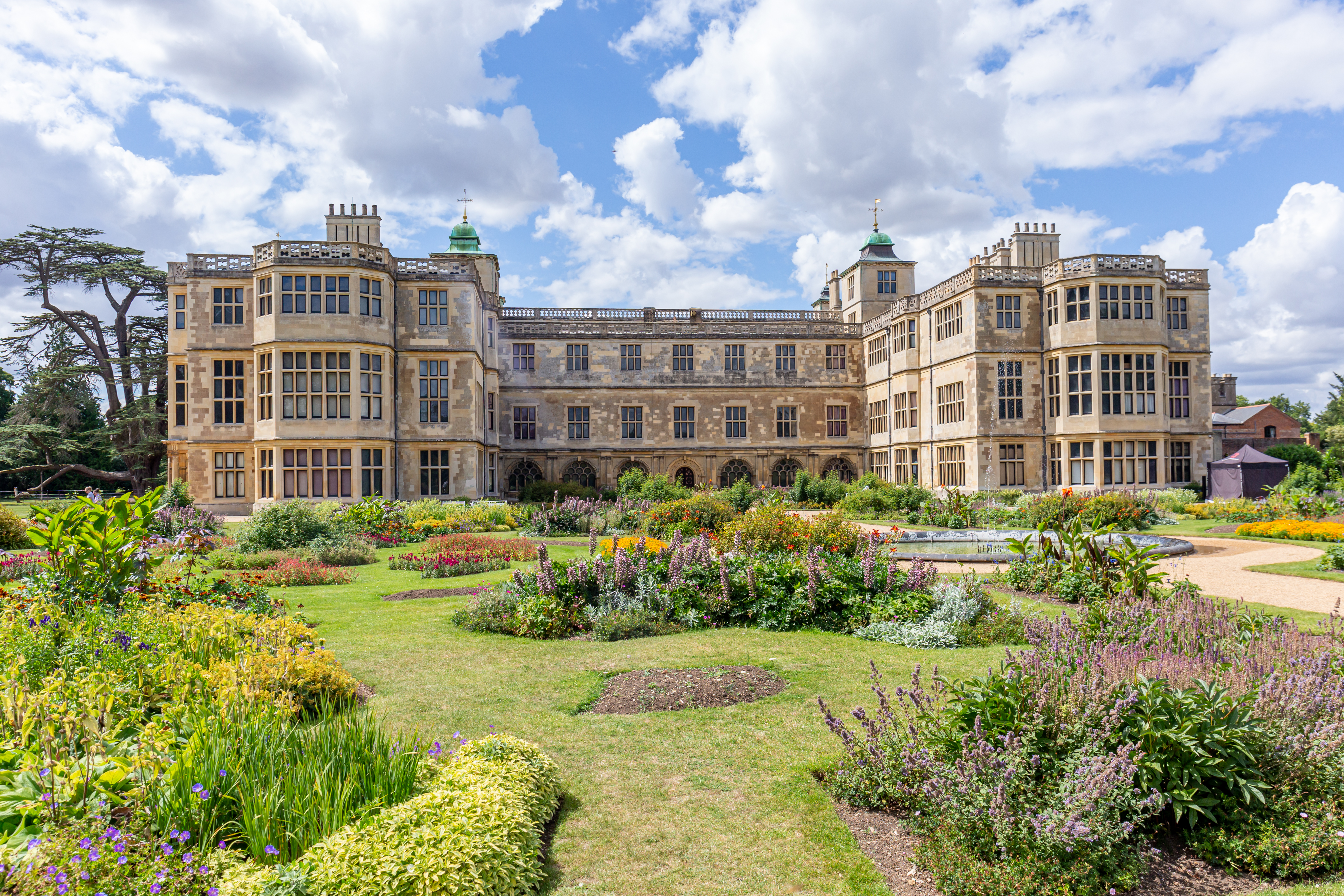

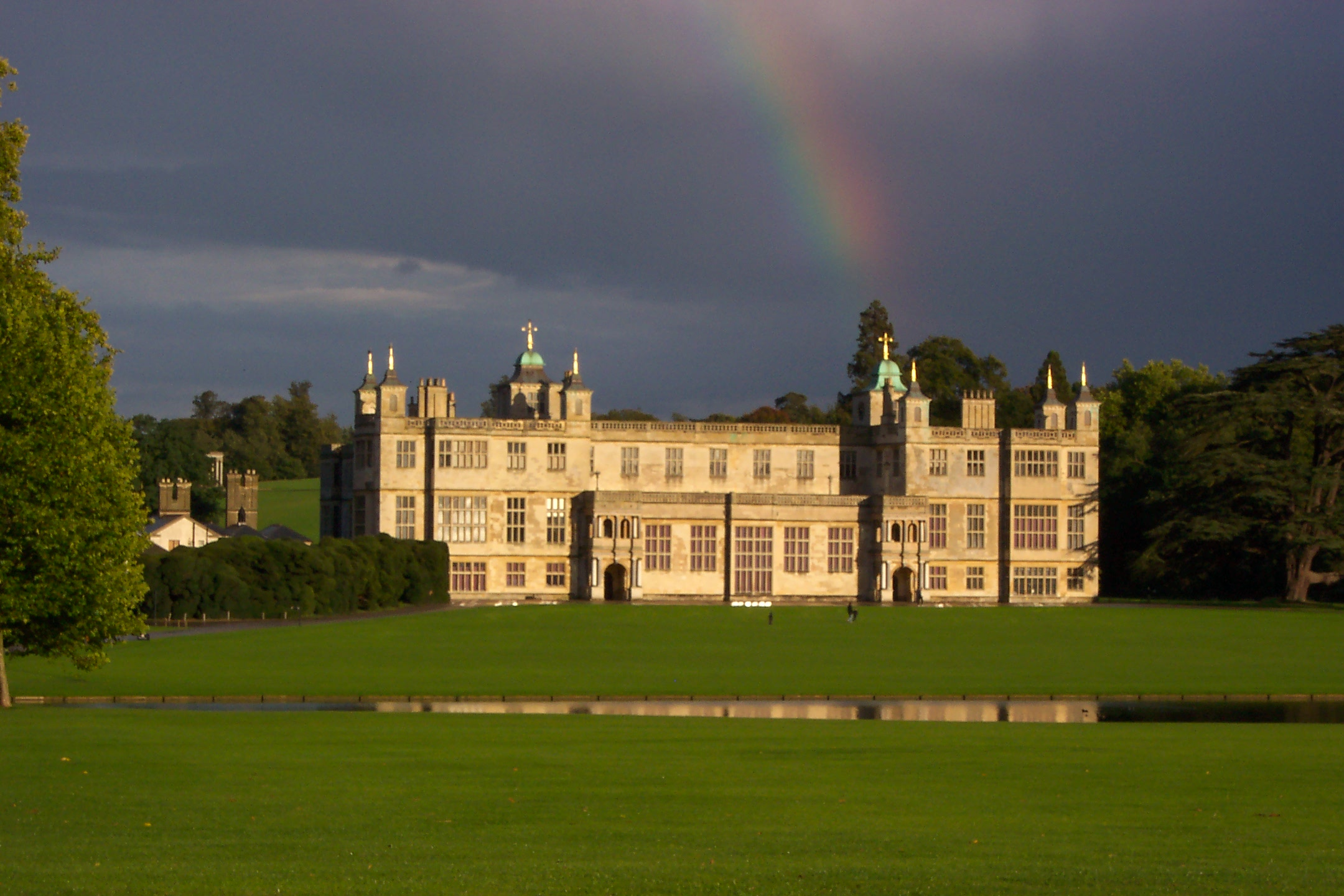

Audley End House is een grotendeels 17de-eeuws landgoed in het Engelse Essex op de plek van de vroegere Walden Abbey. Het is een van de fijnste voorbeelden van jacobean architectuur. Het park behorende bij het landhuis is deels ontworpen door Capability Brown. Het landhuis is een beschermd monument dat wordt beheerd door English Heritage. In het landhuis hangt De groenteverkoopster van Joachim Beuckelaer. 